# Чоба
Чоба е село в Южна България. То се намира в община Брезово, област Пловдив.

## История
За пръв път името на селото се споменава в джелепкешанския регистър от 1576 г., където за него е записано дословно следното:
„Каза Филибе, нахия Караджа даг. ...Село Чока обалъ/Чоба/. Ферхад, син на Абдуллах, нов – 30; Яхши, циганин, нов – 30“.
В периода XVI-XVII в. е било с напълно мюсюлманско население. Предишното име е било Турска Чоба.
Името на селото се споменава още и в съкратен (иджмал) регистър на извънредния данък „авариз“ за Пловдивско от 1622 г., като въпросният документ се съхранява в Генералния държавен архив на Република Турция в Истанбул, под сигнатура BOA MAD 3398, s. 4 – 15 (с описите на общо 222 пловдивски села от петте нахии на казата Филибе, които са следните: Конуш, Караджа даг, Гьопса, Рупчос и Коюн тепеси. В този данъчен регистър по същество за пръв път се споменава за съществуването на нахията Рупчос. Вероятно тя е била създадена непосредствено преди съставянето на разглеждания от нас документ, който не е публикуван и обнародван на български език, б.а. – Л.В.) В този регистър за Чоба е записано дословно следното:
Фактически обаче реалният брой на къщите в селото е всъщност 11, но 1 от тях е била оглавявана от неженен младеж, и според османския данъчен закон се е брояла за половина къща, като обитателите ѝ плащали само половината от годишния дължим данък към султанската хазна, докато всички останали 10 къщи плащали цялата дължима сума за наличните събираеми суми данъци.
В последните години се увеличи много числеността на ромското население.

## Редовни събития
- Традиционен събор на 11 август всяка година.